# Orașul pierdut (film din 2022)
Orașul pierdut (titlu original: The Lost City) este un film american de acțiune și aventură din 2022 regizat de Aaron și Adam Nee. Rolurile principale au fost interpretate de actorii Sandra Bullock și Channing Tatum ca o scriitoare de romane de dragoste și respectiv fotomodelul ei de copertă, care trebuie să scape de un miliardar (Daniel Radcliffe) și să găsească orașul antic pierdut descris într-una dintre cărțile ei. În alte roluri interpretează Da'Vine Joy Randolph, Oscar Nunez, cu apariții cameo ale lui Brad Pitt și Stephen Lang.
Proiectul a fost anunțat în octombrie 2020, cu Bullock care s-a alăturat ca producător și vedetă, iar Tatum s-a alăturat distribuției în decembrie; restul distribuției a fost anunțat anul următor. Filmările au avut loc în Republica Dominicană din mai până în august 2021. Filmul a avut premiera la South by Southwest la 12 martie 2022 și a fost lansat în cinematografe de Paramount Pictures în Statele Unite ale Americii la 25 martie 2022. A încasat peste 189 de milioane de dolari americani în întreaga lume la un buget de 68 de milioane de dolari americani.

## Prezentare
Dr. Loretta Sage scrie romane de aventuri romantice centrate în jurul unei eroine fictive, Dr. Angela Lovemore, și a interesului ei romantic, Dash McMahon. Pentru a promova cea mai recentă carte despre Lovemore, editoarea ei, Beth Hatten, insistă ca Loretta să participe într-un turneu promoțional de carte cu Alan Caprison, fotomodelul de copertă a cărții pentru Dash, în ciuda faptului că Loretta a stat izolată de la moartea soțului ei.
După un început dezastruos, mai ales din cauza popularității personajului lui Alan Dash, Loretta este răpită de Abigail Fairfax, un miliardar englez care și-a dat seama că Loretta și-a bazat cărțile pe cercetări istorice reale pe care le-a făcut împreună cu regretatul ei soț arheolog. Fairfax a descoperit un oraș pierdut pe o insulă îndepărtată din Oceanul Atlantic și este convins că acolo se află Coroana de Foc, o comoară de neprețuit. Când ea refuză să ajute la descifrarea unei hărți antice a comorii, Fairfax, temându-se că un vulcan activ va distruge situl arheologic, o lasă inconștientă cu cloroform și o duce pe Loretta pe insulă cu avionul lui personal.
Alan, care este îndrăgostit în secret de Loretta, este martor la răpirea ei. El îl recrutează pe Jack Trainer, un fost membru Navy SEAL devenit agent CIA, pentru a se întâlni pe insulă și a coordona o misiune de salvare. Jack, fără niciun ajutor din partea lui Alan, intră în complexul lui Fairfax și o eliberează pe Loretta, dar este împușcat în cap înainte de a ajunge la aeroport, forțându-i pe Loretta și Alan să evadeze în junglă.
Loretta și Alan petrec o zi luptând cu oamenii lui Fairfax înainte de a ajunge într-un sat din apropiere, unde, auzind un cântec popular, Loretta deduce că aceea coroană mult râvnită este ascunsă într-un crov din junglă. Totuși, înainte de a putea pleca în căutarea ei, Fairfax o prinde din nou cu ajutorul polițiștilor corupți, așa că începe o urmărire a lui Alan pentru a o salva pe Loretta. Cei doi sunt nevoiți mai târziu să-l conducă pe Fairfax la locul comorii.
Ajunși în crov, ei descoperă că mormântul nu este un monument al puterii politice a lui Taha și Calaman, ci o ascunzătoare pentru ca regina văduvă să-și plângă soțul. Coroana ei de foc a fost făcută din scoici roșii strânse de el ca semn al dragostei lui pentru ea. Comoara reală a legendei nu a fost o bijuterie neprețuită, ci dragostea de nedespărțit dintre rege și regină.
Înfuriat, Fairfax îi forțează pe Loretta și Alan să intre în mormânt în timp ce vulcanul erupe, dar Rafi, unul dintre oamenii lui Fairfax, se răzgândește și le lasă un  levier pentru a-i ajuta să scape înainte de a-l abandona pe Fairfax pe insulă. Beth sosește cu paza de coastă locală și Fairfax este arestat. Următoarea carte a Lorettei, bazată pe aventura ei cu Alan, este un succes, iar ei se sărută la sfârșitul următorului lor turneu de carte.
Într-o scenă de la mijlocul genericului de final, Jack, care a supraviețuit împușcăturii în cap, participă la un curs de yoga alături de Loretta și Alan, surprinzându-i.

## Distribuție
- Sandra Bullock - Loretta Sage, o scriitoare de romane de dragoste de succes, dar deprimată. Bullock o interpretează și pe Dr. Angela Lovemore, eroina din seria ei de cărți.
- Channing Tatum - Alan Caprison, un fotomodel idiot de copertă pentru romanul Lorettei Orașul pierdut al lui D. Tatum îl interpretează și pe Dash McMahon, eroul din seria ei de cărți.[6]
- Daniel Radcliffe - Abigail Fairfax, un miliardar englez excentric și criminal căutat, care încalcă legea și o răpește pe Loretta în speranța că ea îl va conduce la comoara pierdută a unui oraș antic, care este prezentată într-una dintre cărțile ei.
- Da'Vine Joy Randolph - Beth Hatten, editorul Lorettei.
- Héctor Aníbal - Rafi, unul dintre oamenii lui Fairfax, originar de pe insulă.
- Thomas Forbes-Johnson - Julian, omul brutal al lui Fairfax.
- Oscar Nunez - Oscar, un pilot excentric de avion de marfă.
- Patti Harrison - Allison, managerul rețelelor sociale ale Lorettei.
- Brad Pitt - Jack Antrenorul, căutător de oameni și om de acțiune.
- Bowen Yang - Ray, moderatorul conferinței de carte.
- Joan Pringle - Nana, bunica lui Beth.

În plus, apar: Raymond Lee - ca ofițerul Gomez, Adam Nee - ofițerul Sawyer și Stephen Lang (ca - Slang) - răufăcătorul fantastic imaginat de Loretta în cartea sa.

## Producție
În octombrie 2020, s-a anunțat că Sandra Bullock va juca în filmul Orașul pierdut al lui D (The Lost City of D), cu Aaron și Adam Nee desemnați ca regizori și cu un scenariu de Seth Gordon și Dana Fox, Bullock fiind și producător în numele companiei ei Fortis Films, cu Paramount Pictures ca distribuitor. Bullock a respins inițial proiectul pentru că a simțit că povestea este „învechită”, deoarece se afla în dezvoltare timp de șapte ani. În decembrie, Channing Tatum a fost ales în rolul principal masculin. Între martie și aprilie 2021, Patti Harrison, Da'Vine Joy Randolph, Daniel Radcliffe, Brad Pitt și Oscar Nunez s-au alăturat distribuției, cu Pitt și Lang în roluri cameo.
Filmările principale au început în mai 2021 în Republica Dominicană, inclusiv în Samaná, Santo Domingo, Casa de Campo, Monte Plata Province și  Pinewood Dominican Republic Studios. Filmările s-au încheiat la 16 august 2021.

## Filme asemănătoare
- Idilă pentru o piatră prețioasă (Romancing the Stone, 1984)
- Orașul pierdut Z (The Lost City of Z, 2016)
- Giuvaierul Nilului (The Jewel of the Nile, 1995)
- Paznicul muntelui de aur (Firewalker, 1986)